# 緋紅金剛鸚鵡
绯红金刚鹦鹉，又名五彩金剛鸚鵡，屬於鹦鹉科中的金剛鸚鵡屬。分布范围包括墨西哥南部地区到巴拿马及南美洲南部的热带森林到玻利维亚东部。是金刚鹦鹉中分布范围最广的一种。
体长约85厘米，体重1000克。寿命约50年。绯红金刚鹦鹉从额到枕部、颈、背部和尾巴的羽毛都是绯红色。只有翅膀上覆盖着黄色羽毛，以及深蓝色的初、次级飞羽。喙的上部为肉色，下部铅灰色，趾铅蓝色。绯红金刚鹦鹉与绿翅金刚鹦鹉非常相似，最大的不同之处在于：绿翅金刚鹦鹉翅膀上红色与蓝色交界处是绿色，而绯红则为黄色。
受到鸟类贸易的影响，绯红金刚鹦鹉已列入华盛顿公约一级濒危绝种名单。

## 习性及保育
绯红金刚鹦鹉在野外时喜欢跟蓝黄金刚鹦鹉及绿翅金刚鹦鹉作伴，性格活泼，较为吵闹及喜欢沐浴，需要较大的空间飞翔。喙的力量强大，需要关在金属笼子中。语言学习能力并不强。主要食物为果仁，种子。
绯红金刚鹦鹉3岁便可以繁殖，繁殖季节从每年的11月开始到来年5月结束。一窝产卵1到2颗，孵化期约28天，幼鸟重量只有20多克，但满月时便可达560克。

## 媒体
- 绯红金刚鹦鹉与军舰金刚鹦鹉

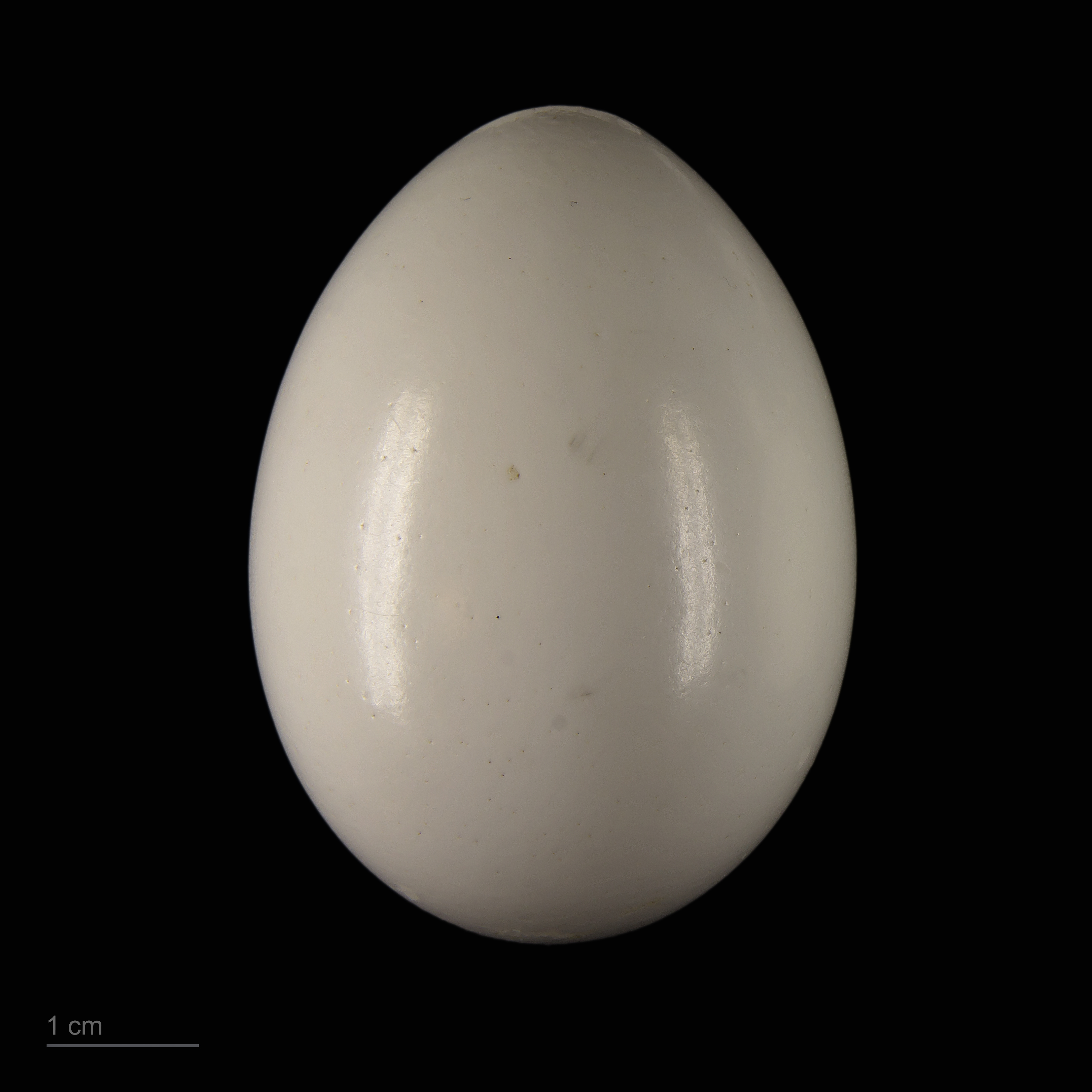
卵 Ara macao